# Аресібо
Аресібо (ісп. Arecibo, МФА: [aˈɾesiβo]) — найбільший за площею муніципалітет Пуерто-Рико, острівної території у складі США. Заснований 1616 року.

## Географія
Площа суходолу муніципалітету складає 329 км² (1-е місце за цим показником серед 78 муніципалітетів Пуерто-Рико).

### Клімат
Місто Аресібо знаходиться у зоні, котра характеризується мусонним кліматом. Найтепліший місяць — серпень із середньою температурою 26.9 °C (80.5 °F). Найхолодніший місяць — лютий, із середньою температурою 23.6 °С (74.4 °F).
| Клімат Аресібо          | Клімат Аресібо | Клімат Аресібо | Клімат Аресібо | Клімат Аресібо | Клімат Аресібо | Клімат Аресібо | Клімат Аресібо | Клімат Аресібо | Клімат Аресібо | Клімат Аресібо | Клімат Аресібо | Клімат Аресібо | Клімат Аресібо |
| Показник                | Січ.           | Лют.           | Бер.           | Квіт.          | Трав.          | Черв.          | Лип.           | Серп.          | Вер.           | Жовт.          | Лист.          | Груд.          | Рік            |
| Абсолютний максимум, °C | 35             | 35             | 35             | 35             | 35,6           | 37,2           | 36,7           | 36,7           | 36,1           | 37,2           | 35,6           | 35,6           | 37,2           |
| Середній максимум, °C   | 29,2           | 29,1           | 29,8           | 30,4           | 31,3           | 32,2           | 32,3           | 32,3           | 32,3           | 32             | 31             | 29,7           | 30,9           |
| Середня температура, °C | 23,7           | 23,6           | 24             | 24,8           | 25,9           | 26,6           | 26,8           | 26,9           | 26,8           | 26,6           | 25,6           | 24,4           | 25,5           |
| Середній мінімум, °C    | 18,3           | 17,9           | 18,2           | 19,2           | 20,4           | 21,1           | 21,4           | 21,6           | 21,3           | 21,2           | 20,2           | 19,1           | 20             |
| Абсолютний мінімум, °C  | 12,2           | 11,1           | 11,7           | 6,7            | 12,8           | 15,6           | 12,8           | 15,6           | 11,1           | 13,9           | 7,8            | 12,8           | 6,7            |
| Норма опадів, мм        | 117            | 78             | 72             | 96             | 148            | 101            | 96             | 115            | 128            | 133            | 155            | 147            | 1386           |
| Днів з опадами          | 11             | 8              | 8              | 9              | 12             | 8              | 10             | 11             | 11             | 12             | 12             | 13             | 126            |
| ----------------------- | -------------- | -------------- | -------------- | -------------- | -------------- | -------------- | -------------- | -------------- | -------------- | -------------- | -------------- | -------------- | -------------- |
| Джерело: Weatherbase    |                |                |                |                |                |                |                |                |                |                |                |                |                |

## Демографія
Станом на 2010 рік на території муніципалітету мешкало 96 440 ос.
Динаміка чисельності населення:

## Релігія
- Центр Аресібської діоцезії Католицької церкви.

## Населені пункти
Найбільші населені пункти муніципалітету Аресібо:
| Населений пункт | Статус | Населення :   | Населення :   | Населення :   |
| Населений пункт | Статус | на 01.04.1990 | на 01.04.2000 | на 01.04.2010 |
| --------------- | ------ | ------------- | ------------- | ------------- |
| Анімас          | Селище | 1 397         | 1 450         | 1 203         |
| Аресібо         | Місто  | 49 545        | 49 318        | 44 191        |
| Бахадеро        | Селище | 4 112         | 3 877         | 3 710         |
| Ла-Альянса      | Селище | 1 901         | 2 139         | 1 947         |
| Сабана-Ойос     | Селище | 1 543         | 1 823         | 1 783         |

## Визначні місця
Аресібська обсерваторія